# Quan hệ Qatar – Việt Nam
Quan hệ Qatar – Việt Nam là quan hệ song phương giữa Nhà nước Qatar và nước Cộng hòa Xã hội Chủ nghĩa Việt Nam. Qatar có Đại sứ quán tại Hà Nội và Việt Nam có Đại sứ quán tại Doha.

## Tổng quan
Qatar có mối quan hệ hữu nghị với Việt Nam trong thế giới Ả Rập, là kết quả của mối quan hệ chặt chẽ giữa Qatar với một số nước ASEAN, trong đó có Việt Nam. Sau cuộc cải cách kinh tế thành công năm 1986, Việt Nam đã trở thành điểm đến lớn mới của các nhà đầu tư Qatar. Không giống như các khoản đầu tư từ Các Tiểu vương quốc Ả Rập Thống nhất, nhà đầu tư lớn nhất vùng Vịnh Ả Rập vào Việt Nam, các khoản đầu tư của Qatar vào Việt Nam tập trung vào nông nghiệp, năng lượng, xuất khẩu và thương mại giữa hai nước, mà sau này được mô tả là rất lớn, theo đặc phái viên Qatar tại Việt Nam.
Qatar hiện có khoảng 10.000 người Việt Nam sinh sống tại đó.
Ngày 26 tháng 10 năm 2022, Chủ tịch nước Nguyễn Xuân Phúc khẳng định Việt Nam coi trọng quan hệ hợp tác nhiều mặt với Qatar; Chủ tịch nước bày tỏ vui mừng trước những phát triển tích cực trong quan hệ hữu nghị hai nước; đánh giá cao việc trao đổi đoàn các cấp và tích cực ủng hộ lẫn nhau tại các diễn đàn đa phương. Năm 2021, kim ngạch thương mại đạt hơn 400 triệu USD.